# Guðrúnarkviða I

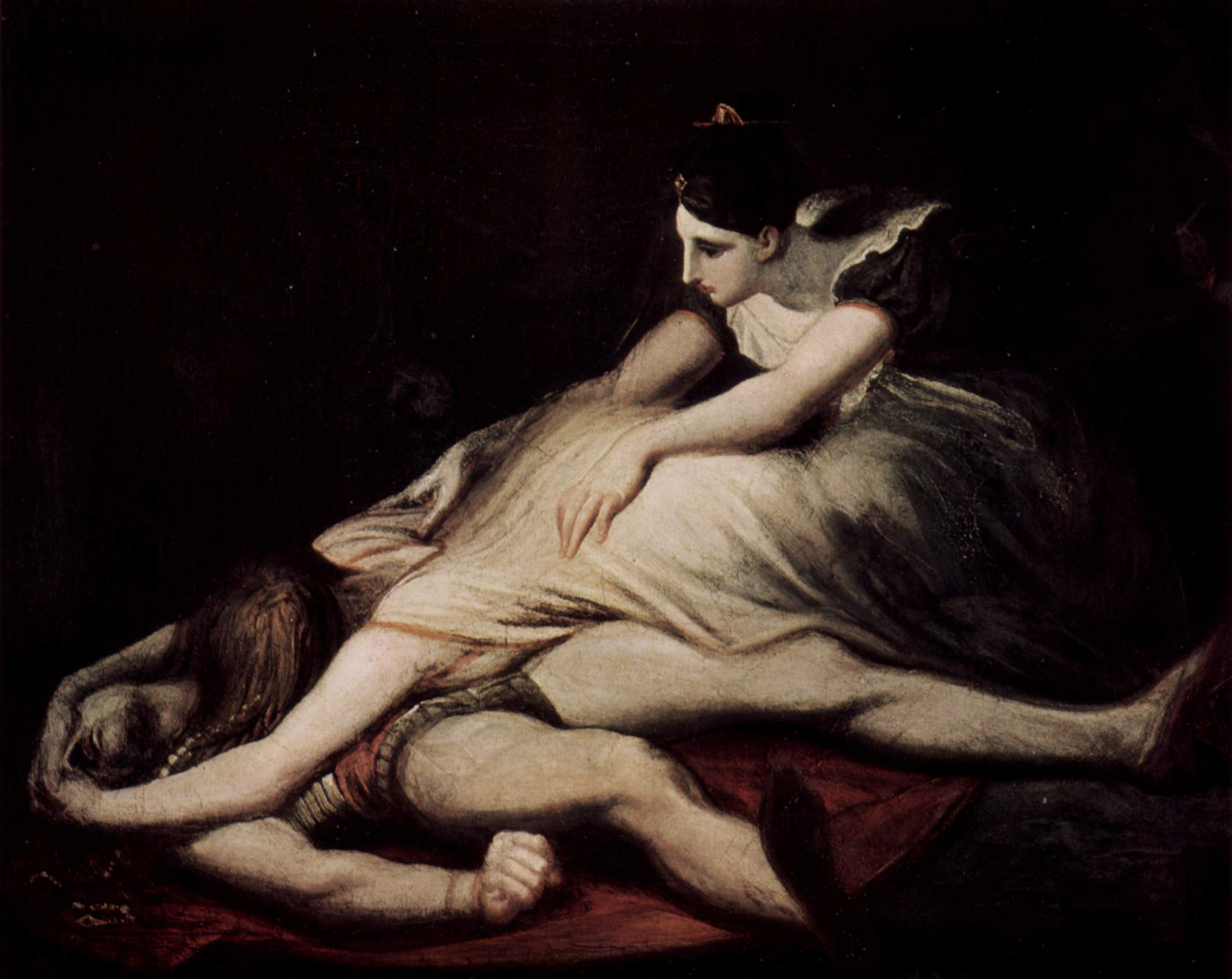
Ilustración por Johann Heinrich Füssli.

Guðrúnarkviða I o Primer canto de Gudrun es llamada simplemente Guðrúnarkviða en el Codex Regius donde se encuentra junto a otros poemas heroicos de la Edda poética. Henry Adams Bellows la consideraba como uno de los mejores poemas éddicos con una "extraordinaria intensidad emotiva y fuerza dramática". Es en este poema que la hermana de Gjúki, Gjaflaug e hija Gollrönd son mencionadas, y la única fuente donde aparece Herborg, la reina de los hunos. Los cantos de Gudrún muestran que la dura poesía heroica de la Edda poética también tenía lugar para las penurias de las mujeres.
Bellows considera que es uno de los cantos heroicos más antiguos con muy pocas adiciones escandinavas. El único rol de Brynhild es causar la muerte de Sigurd y ser enemiga de Gudrún.

## Sinopsis
Guðrún se encuentra sentada al lado de su esposo difunto, Sigurd, pero no derramaba lágrimas como otras mujeres, aunque su corazón desbordaba de dolor. 
| 1. Ár var, þats Guðrún gerðisk at deyja, er hon sat sorgfull yfir Sigurði; gerði-t hon hjúfra né höndum slá, né kveina um sem konur aðrar. | 1. Luego Guthrun pensó en morir, Cuando por Sigurth apenada se sentó; Lágrimas no tenía, ni sus manos retorcía, Ni se lamentaba, como otras mujeres. |  |

Una sección en prosa informa que Guðrún había probado el corazón Fafnir por Sigurd y podía entender el canto de los pájaros. Bellows señala que esta información no tiene propósito alguno en el poema, pero que la saga Völsunga también menciona que había comido del corazón de Fafnir, luego de lo cual ella fue más sabia y más adusta.
Para mostrarle simpatía y consolarla, tanto jarls como sus esposas fueron con Guðrún a decirle que ellos también llevaban grandes penas en sus vidas.
| 2. Gengu jarlar alsnotrir fram, þeir er harðs hugar hana löttu; þeygi Guðrún gráta mátti, svá var hon móðug, mundi hon springa. - 3. Sátu ítrar jarla brúðir, gulli búnar, fyr Guðrúnu; hvar sagði þeira sinn oftrega, þann er bitrastan of beðit hafði. | 2. A ella los guerreros sabios allí fueron, Anhelando su pesado dolor alivianar; Apenada no podría Guthrun llorar, Tan triste su corazón, parecía, que iba a quebrarse. - 3. Luego las esposas de los guerreros fueron, Adornadas con oro, y a Guthrun buscaron; Cada una de ellas de sus propias penas habló, El más amargo dolor que nunca había llevado. |  |

Su tía Gjaflaug (hermana de Gjúki) le contó que había perdido cinco esposo, dos hijas, tres hermanas y ocho hermanos pero que aún tenía razones para vivir.
Herborg, la reina de los hunos, le contó que había perdido su esposo y siete de sus hijos en el sur. También había perdido a su padre, madre y cuatro hermanos en el mar. Ella los había enterrado a todos con sus propias manos, y no había nadie para consolarla. Dentro de los mismos seis meses, la reina también fue tomada como trofeo de guerra y debía atar los zapatos de una reina que la golpeaba y abusaba de ella. El rey era un gran señor y la reina la peor mujer.
La hija adoptiva de Herborg, y hermana de Guðrún, Gollrönd tenía el cuerpo de Sigurd sin velo y colocó la cabeza del difunto en las rodillas de Guðrún. Gullrönd le pidió a Guðrún que besara a Sigurd como si estuviera vivo. Guðrún se inclinó sobra la cabeza de Sigurd con su pelo coagulado y de ella comenzaron a correr lágrimas como gotas de lluvia.
Gullrönd dijo que el amor de Guðrún y Sigurd era el mayor que hubiera visto. Su hermana contestó que Sigurd era un gran hombre, mejor que sus hermanos y que había encontrado en ella una noble dama, más aún que las valquirias:
| 18. "Svá var minn Sigurðr hjá sonum Gjúka sem væri geirlaukr ór grasi vaxinn eða væri bjartr steinn á band dreginn, jarknasteinn yfir öðlingum. - 19. Ek þótta ok þjóðans rekkum hverri hæri Herjans dísi; nú em ek svá lítil sem lauf séi oft í jölstrum at jöfur dauðan. | 17. "Así era mi Sigurth con los hijos de Gjuki Como el ajo bajo el pasto, O el brillo de la joya portado en la banda, La preciosa piedra que las princesas usan. - 18. "Al líder de los hombres yo eminente parecía Y más noble que todas las doncellas de Herjan; Tan pequeña ahora como la hoja soy En el sauce colgando; mi héroe está muerto. |  |

Luego se volvió hacia sus hermanos, hablando de su crimen, y maldijo a sus hermanos por la codicia del oro de Fafnir que sería su ruina. Luego se dirigió hacia Brynhildr y dijo que su casa era más feliz antes de que ella apareciera.
Brynhildr, que se encontraba presente, respondió que la hermana de Guðrún, Gollrönd era una bruja que había hecho que corrieran lágrimas de Guðrún y que había utilizado magia para hacerla hablar. Gullrönd le replicó que Brynhildr era una mujer odiada que había llevado dolor a siete y que había hecho que muchas mujeres perdieran su amor. Brynhildr entonces respondió poniendo maldiciones en su hermano Atli, porque la había forzado a casarse con Gunnar en contra de su voluntad. La última estrofa trata sobre la ira de Brynhild:
| Stóð hon und stoð, strengði hon efli; brann Brynhildi Buðla dóttur eldr ór augum, eitri fnæsti, er hon sár of leit á Sigurði. | 25. En los pilares ella permaneció, y acumuló fuerza, De los ojos de Brynhild, hija de Buthli, Fuego allí ardía, y veneno respiraba, Cuando las heridas en Sigurth vio. |  |

El canto termina con una sección en prosa que relata que Guðrún fue por tierras salvajes y viajó hasta Dinamarca donde permaneció durante tres años y medio con Thora, la hija de Hakon. Haciendo referencia a Sigurðarkviða hin skamma, la sección en prosa termina contando que Brynhildr pronto acabaría con su propia vida con una espada tras haber muerto a ocho de sus thralls (sirvientes) y cinco de sus doncellas para llevarlas consigo tras su muerte.